# Келпін (Великопольське воєводство)
Келпін (пол. Kiełpin, нім. Kölpin) — село в Польщі, у гміні Ліпка Злотовського повіту Великопольського воєводства.
Населення — 260 осіб (2011).
У 1975-1998 роках село належало до Пільського воєводства.

## Демографія
Демографічна структура станом на 31 березня 2011 року:
|          | Загалом | Допрацездатний вік | Працездатний вік | Постпрацездатний вік |
| -------- | ------- | ------------------ | ---------------- | -------------------- |
| Чоловіки | 139     | 40                 | 93               | 6                    |
| Жінки    | 121     | 30                 | 72               | 19                   |
| Разом    | 260     | 70                 | 165              | 25                   |